# Dissodon sandwicensis
Dissodon sandwicensis là một loài rêu trong họ Splachnaceae. Loài này được Müll. Hal. mô tả khoa học đầu tiên năm 1896.